# コガネガレイ
コガネガレイ (黄金鰈、学名:Limanda aspera）は、カレイ目カレイ科に属する魚類の一種である。別名ロスケガレイ（露助鰈）。

## 特徴

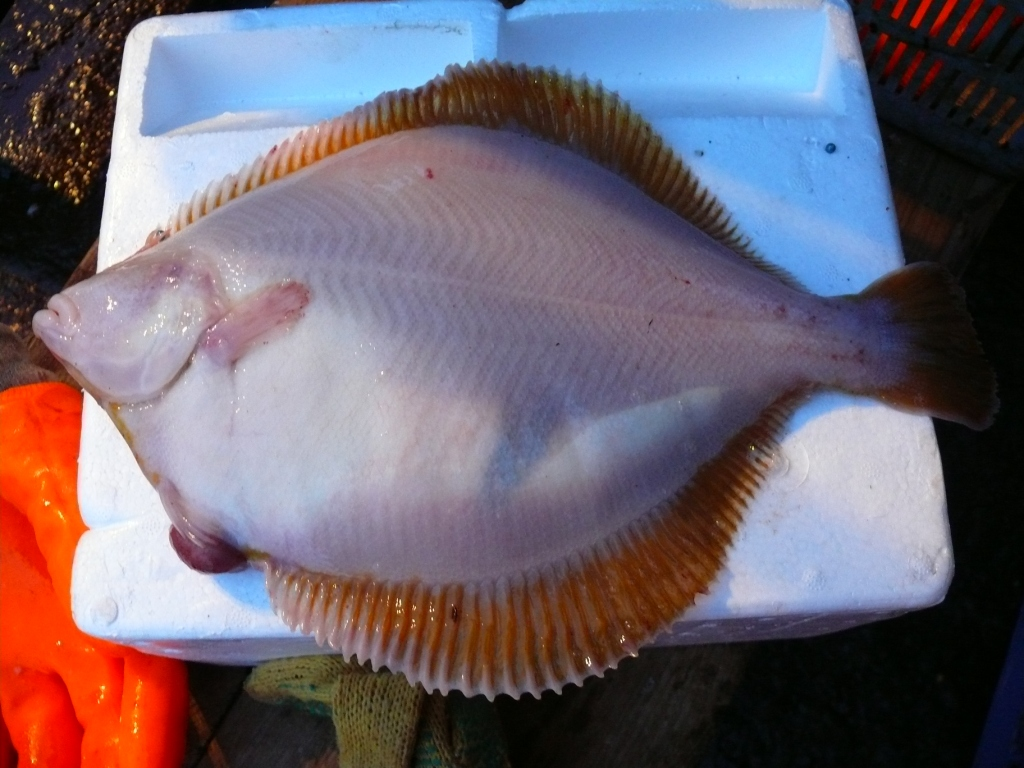
裏側

大型のものは体長49cm、重量1kg以上となる。 表面の背鰭および臀鰭には幅の狭い黒色の帯があり、裏面は白色で背鰭および臀鰭は黄色みを帯びている。北太平洋に広く分布しており、アジア側の釜山から、アメリカ側はバンクーバー島よりチュクチ海にかけて棲息する。

## 生態
水深15から80mの主に砂泥底に棲む底生魚で、冬季には更に深く、水深250から400mの所まで潜る。

### 食性
底生生物の甲殻類、軟体動物、虫や小魚を捕食する。